# Heterixalus tricolor
Heterixalus tricolor és una espècie de granota de la família dels hiperòlids que viu a Madagascar.